# Los Ángeles, Chile
Los Ángeles, Bío Bío este un oraș și comună din provincia Bío Bío, regiunea Bío Bío, Chile, cu o populație de 186.671 locuitori (2012) și o suprafață de 1748,2 km2.